# Faustino Anderloni

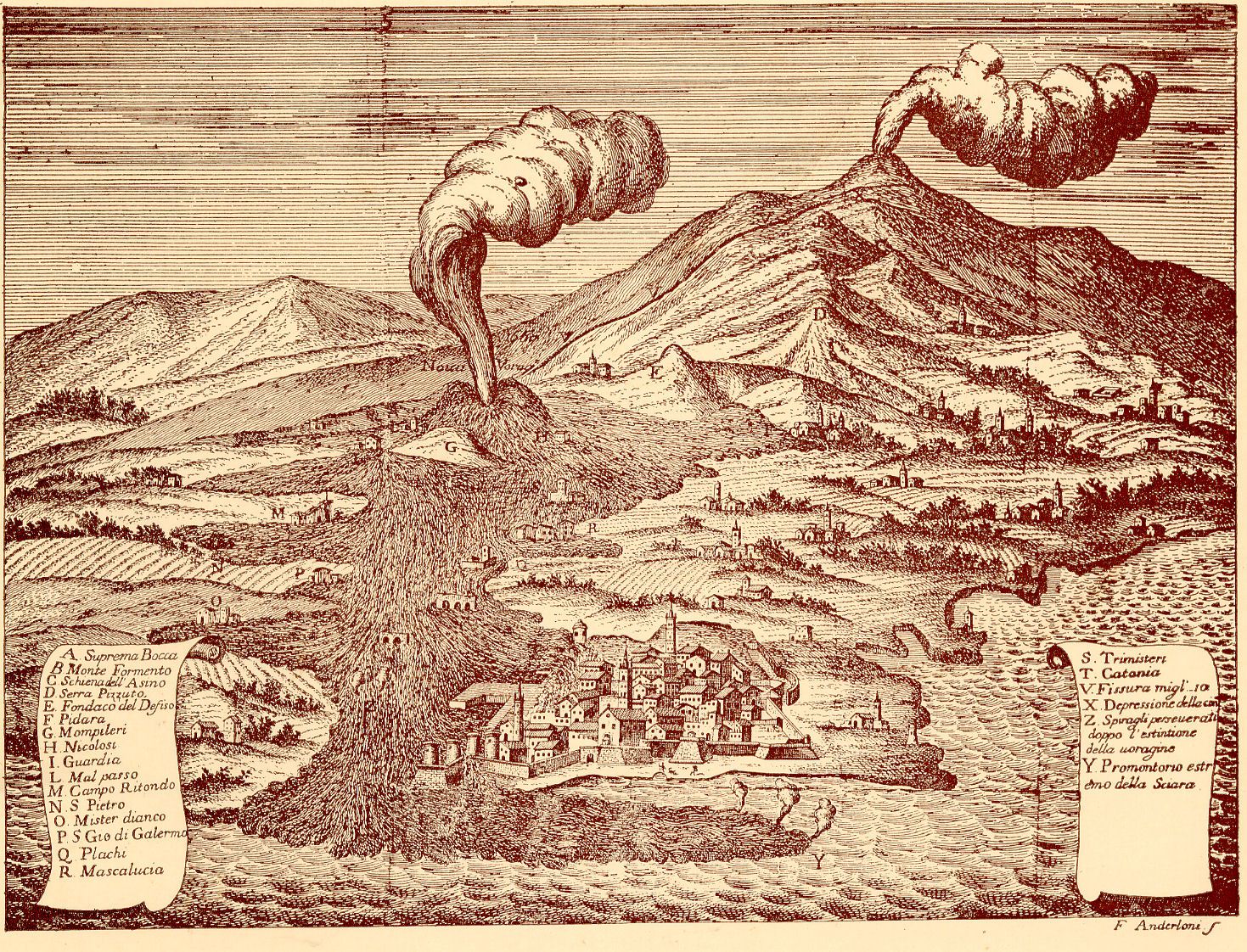
Anderloni, Faustino (1766-1847), Etna

Faustino Anderloni, född 1766 i Santa Eufemia vid Brescia, död 1847 vid Pavia, var en italiensk kopparstickare. Han var bror till Pietro Anderloni.
Anderloni blev 1801 professor i teckning vid universitetet i Milano. Han graverade efter Rafael, Correggio, Reni med flera. Ända in i sena ålderdomen förde han sin stickel med kraft och klarhet.